# 王拱極
王拱極（？年—？年），字薇垣，號北向，陕西西安府澄城县人。明末政治人物。

## 生平
崇祯三年（1630年）庚午科陕西乡试舉人，四年（1631年）联捷辛未科进士，兵部观政，五年授郾城县知县，七年调任商城县，十年拾遗去职。庚辰（1640）、辛巳（1641）大饥，出麦十万斛贷赈。明朝灭亡后遁迹洛渭间，归隐石门，号石门山人，著有《图南馆课》《杏园诗集》等。

## 家族
曾祖王守益。祖父王世端。父王崇教，字尔化，号振宇，万历丁酉岁贡，官鞏昌府教授。年至九十四，所汇有《荣有寿集》。崇祯癸未（1643年）遇难，顺治四年祀乡贤。三子：長子王拱辰，字紫垣，号北仰，天启辛酉（1621年）举人，著有《蛙鸣诗集》；次子王拱极，三子王拱枢，字斗垣，号北瞻，例贡生。拱辰子钦天，字若昊，號敬之，更號屺瞻，諸生，崇祯庚辰（1640年）十月卒，年仅二十九。著有《风檐射覆》《芸窗写照》《蜀瓠集》《酰瓮云津》等书。拱極子御天。